# Kamila (królowa Wielkiej Brytanii)
Kamila, z domu Camilla Rosemary Shand, primo voto Parker Bowles (ur. 17 lipca 1947 w Londynie) – królowa Zjednoczonego Królestwa Wielkiej Brytanii i Irlandii Północnej, jako żona Karola III, króla Zjednoczonego Królestwa Wielkiej Brytanii i Irlandii Północnej, od 8 września 2022.
Reprezentuje brytyjską monarchię w oficjalnych wystąpieniach. Od kiedy w 2005 zawarła związek małżeński z Karolem, ówczesnym księciem Walii, jest patronką ponad 100 organizacji charytatywnych i uczestniczy w wydarzeniach mających na celu zapewnianie im wsparcia. Aktywnie działa na rzecz podnoszenia społecznej świadomości na temat osteoporozy.
Po śmierci królowej Elżbiety II 8 września 2022 Kamila otrzymała, jako żona następcy brytyjskiego tronu, tytuł „królowej małżonki Zjednoczonego Królestwa”. Od koronacji, która odbyła się 6 maja 2023, nosi tytuł „królowej Zjednoczonego Królestwa”.

## Rodzina i edukacja
Camilla Rosemary Shand urodziła się 17 lipca 1947 w szpitalu King’s College Hospital w Londynie jako pierwsze dziecko wojskowego Bruce’a Shanda (1917–2006) i jego żony, pracownicy agencji adopcyjnej Rosalind Shand z domu Cubitt (1921–1994), będącej córką Rolanda Cubitta (1899–1962), arystokraty, późniejszego 3. barona Ashcombe. Lekarzem odbierającym Kamilę przy porodzie był sir William Gilliatt, który szesnaście miesięcy później w Pałacu Buckingham przyprowadził na świat jej późniejszego drugiego męża, Karola, od 2022 króla Wielkiej Brytanii pod imieniem Karol III. Kamila ma dwoje młodszego rodzeństwa: siostrę Annabel (ur. 1949) i brata Marka (1951–2014). Jest prawnuczką Alice Keppel (babka jej matki), która była kochanką Alberta Edwarda, księcia Walii (późniejszego króla Wielkiej Brytanii jako Edward VII).
Mająca po matce arystokratyczne pochodzenie Kamila, w dzieciństwie nazywana „Millą”, dorastała we wsi Plumpton w hrabstwie East Sussex. Wykształcenie odebrała w Dumbrells School w Sussex, Queen’s Gate School w londyńskiej dzielnicy South Kensington i w prywatnej szkole dla dziewcząt Mon Fertile w Tolochenaz. Przez pół roku studiowała na Instytucie Uniwersytetu Londyńskiego w Paryżu (fr. Institut de l'Université de Londres à Paris), w którym uczyła się języka francuskiego. W 1965 powróciła do Londynu, gdzie przez rok pracowała w firmie dekoratorskiej wnętrz „Sybil Colefax & John Fowler”. W latach 60. pracowała także jako recepcjonistka i asystentka biurowa.

## Pierwsze małżeństwo
W 1973 poślubiła oficera kawalerii Andrew Parker Bowlesa (ur. 1939), z którym ma dwoje dzieci: Toma (ur. 1974) i Laurę (ur. 1978). Małżeństwo zakończyło się rozwodem w 1995.

## Związek i małżeństwo z księciem Walii

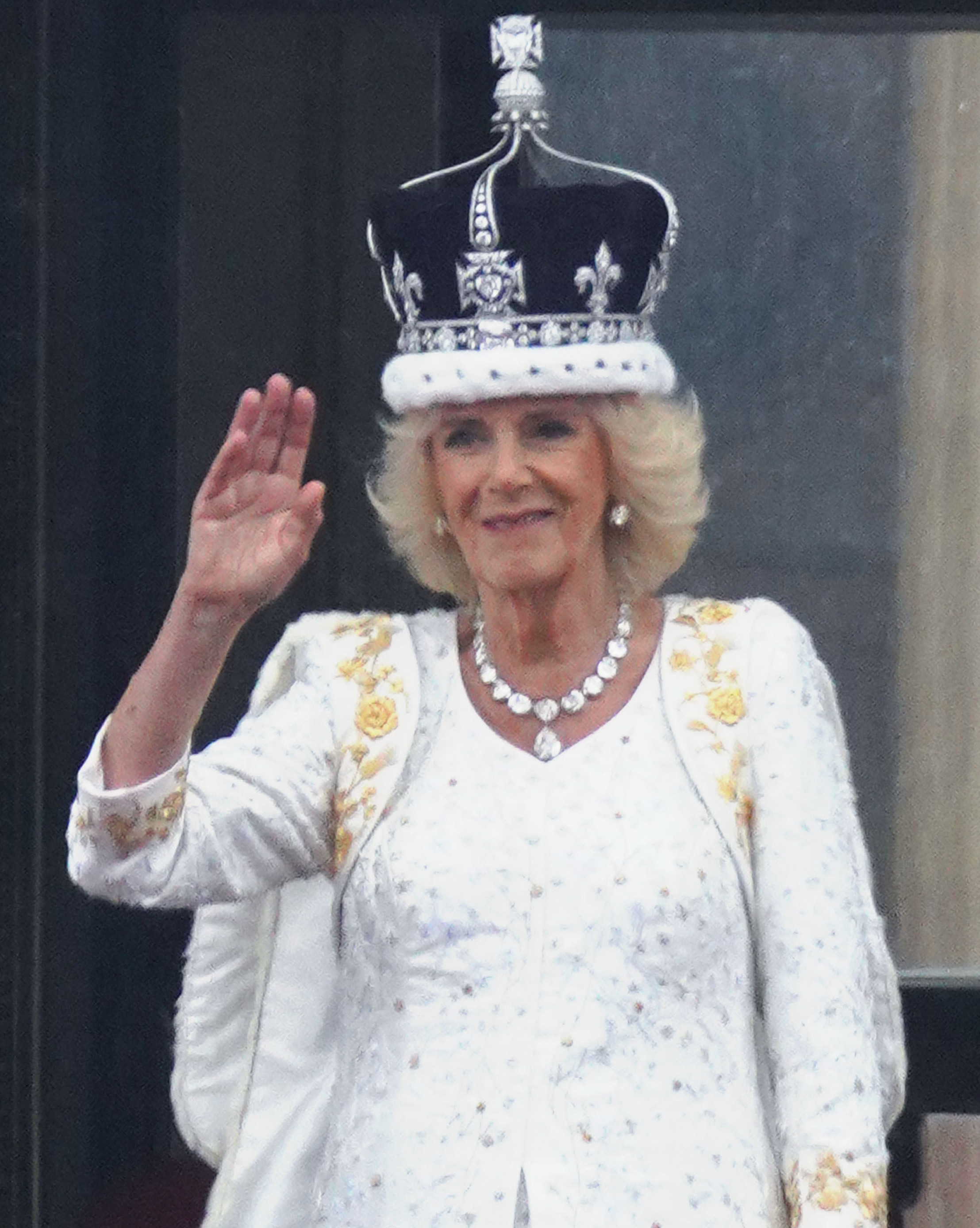
Kamila w dniu koronacji w 2023

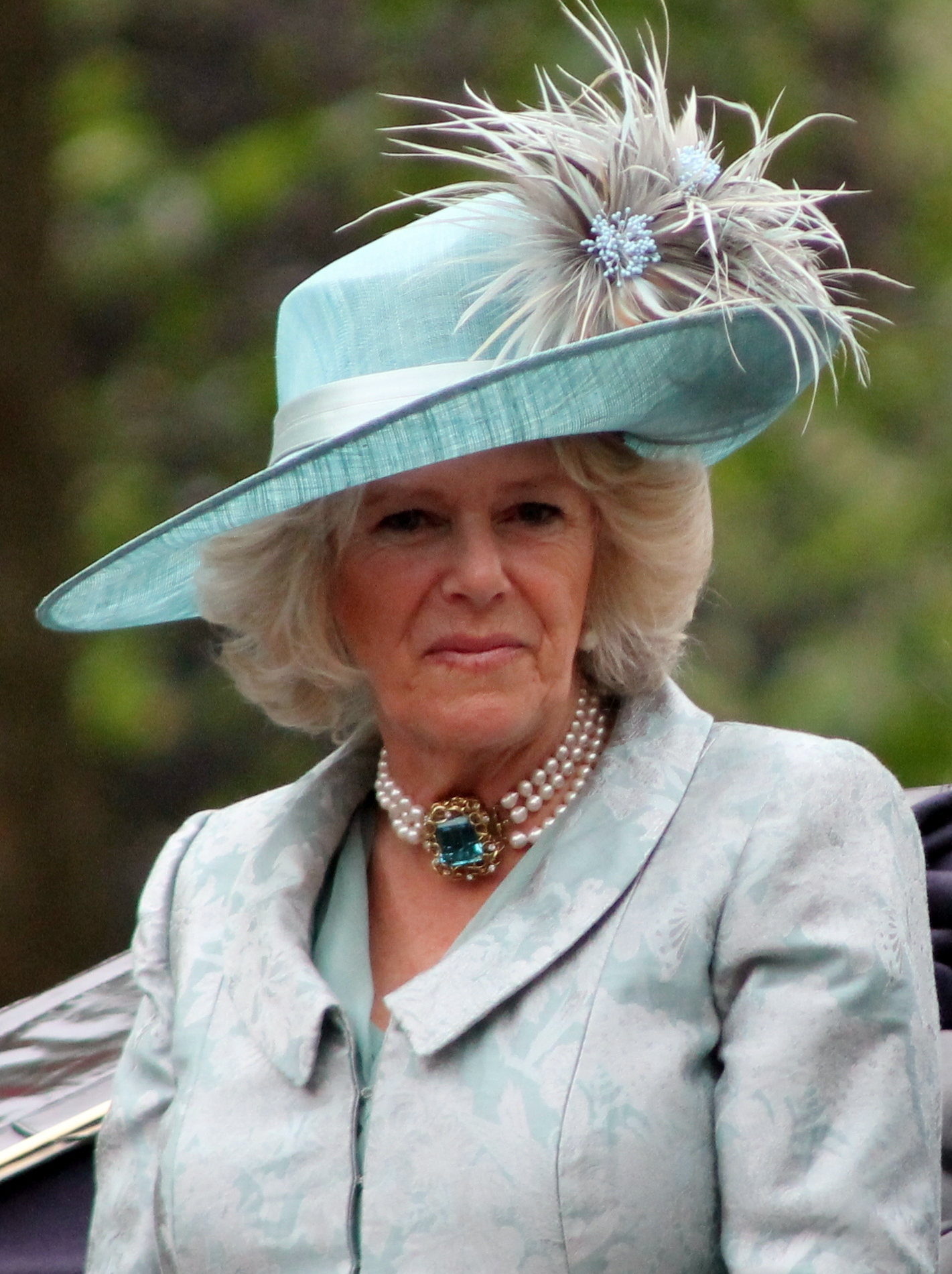
Kamila (2012)

Kamila poznała Karola, wówczas księcia Walii, w 1971 podczas spotkania w domu jej przyjaciółki, Lucii Santa Cruz, a nie – jak podaje kilka źródeł – na meczu polo. Przypadli sobie do gustu, wzajemnie się rozumieli i mieli wspólne pasje (konie oraz polowania), co poskutkowało nawiązaniem przez nich krótkiego romansu, który zakończyli przez wzgląd Karola na niedługo wcześniej rozpoczętą służbę wojskową i brak gotowości na ustatkowanie się. Ich związkowi niechętna była rodzina królewska, która uważała, że Kamila nie wywodzi się z właściwej rodziny i ma bogatą przeszłość w kwestii relacji z mężczyznami. Kamila, mimo zawarcia związku małżeńskiego z Andrew Parkerem Bowlesem w 1973, kontynuowała znajomość z Karolem, który często polegał na jej radach w kwestiach uczuciowych. Utrzymywali kontakt w nieokreślonej formie przez kilka pierwszych lat zawartego w 1981 małżeństwa Karola i Diany Spencer, aż ok. 1984 relacja przybrała charakter związku uczuciowego (Diana w tym samym czasie  rozpoczęła romans z oficerem Jamesem Hewittem).
Karol był dowódcą Regimentu Księcia Walii, w którym służył kapitan Simon Elliot, mąż młodszej siostry Kamili, Annabel. Elliot wraz z żoną w połowie lat 70. XX wieku (po dwuletnim towarzyszeniu księciu Walii w Londynie) powrócił do swojej jednostki stacjonującej w Osnabrück, gdzie Kamila często odwiedzała siostrę i szwagra, a Karol odbywał coroczne podróże do swojego regimentu. Elliotowie pozostali bliskimi przyjaciółmi Karola.
Diana, pierwsza żona Karola, często oskarżała Kamilę o zniszczenie jej małżeństwa. Twierdziła, że Parker Bowles zataiła fakt, że Karol chciał się jej oświadczyć. Karol i Kamila mieli również wymieniać się prezentami, używając pseudonimów „Fred” i „Gladys”. Romans księcia Walii wyszedł na jaw po ujawnieniu nagrania prywatnej rozmowy Karola i Kamili z 1989 (tzw. Camillagate), a później był omawiany po opublikowaniu książki Andrew Mortona Diana: Prawdziwa historia z 1993 oraz emisji telewizyjnej wywiadów udzielonych przez księcia i księżną Walii w sprawie ich małżeństwa (odpowiednio w 1994 i 1995). Wydarzenia te sprawiły, że Kamila stała się niepopularna w brytyjskim społeczeństwie.
Karol po rozwodzie z Dianą w 1996 stopniowo wprowadzał Kamilę jako swoją partnerkę życiową w oficjalne życie brytyjskiej monarchii, jednak po śmierci Diany w sierpniu 1997 Parker Bowles usunęła się w cień. Kilka miesięcy po śmierci Diany poznała synów Karola z pierwszego małżeństwa, książąt Wilhelma i Henryka, którzy w kolejnych latach bardzo ją polubili. 28 stycznia 1999 po raz pierwszy pokazała się publicznie razem z Karolem, wychodząc z londyńskiego Hotelu Ritz, w którym odbywało się przyjęcie z okazji 50. urodzin siostry Kamili, Annabel (na uroczystość przybyli oddzielnie). W 2000, podczas obchodów 60. urodzin ostatniego króla Grecji Konstantyna II, została oficjalnie przedstawiona królowej Wielkiej Brytanii Elżbiecie II.
W 1997 została patronką, a w 2001 – prezesem Narodowego Towarzystwa Walki z Osteoporozą (National Osteoporosis Society), które w 2019 przemianowano na Królewskie Towarzystwo Walki z Osteoporozą (Royal Osteoporosis Society). W 2003 przeprowadziła się do królewskiej rezydencji Clarence House. 10 lutego 2005 podano do publicznej wiadomości, że książę Karol i Kamila Parker Bowles zamierzają pobrać się 8 kwietnia. 4 kwietnia ogłoszono przełożenie ceremonii ślubnej o jeden dzień z powodu śmierci papieża Jana Pawła II, którego pogrzeb został wyznaczony na 8 kwietnia, a Karol miał na nim reprezentować królową Elżbietę II. Cywilny ślub pary odbył się 9 kwietnia 2005 o godz. 12:20 w XVII-wiecznym budynku Windsor Guildhall w Windsorze w hrabstwie Berkshire. Kamila i Karol pojawili się w budynku ok. godz. 12:25, wspólnie podjeżdżając pod niego Rolls-Royce’em Phantomem VI. Na ok. dwie godziny przed ślubem wzdłuż trasy przejazdu zgromadziło się kilka tysięcy ludzi, którzy chcieli zobaczyć nową parę książęcą. Karol i Kamila zostali uznani za małżonków przez lokalną urzędniczkę stanu cywilnego Clair Williams podczas prywatnej, nietransmitowanej przez media, 20-minutowej ceremonii w obecności zaledwie 28 zaproszonych gości; wśród nich nie było rodziców pana młodego (królowej Elżbiety II i księcia Edynburga Filipa). Świadkami na ślubie byli najstarsi synowie obojga małżonków z poprzednich związków, tj. książę Wilhelm i Tom Parker Bowles. Obrączki ślubne państwa młodych, za których przekazanie odpowiadał Wilhelm, były wykonane z walijskiego złota.
Kamila, już jako „Jej Królewska Wysokość” (ang. Her Royal Highness, HRH), po ślubie została po raz pierwszy oficjalnie sfotografowana wraz z królową Elżbietą II, księciem Filipem, księciem Karolem, książętami Wilhelmem i Henrykiem oraz innymi członkami rodziny królewskiej. Następnie wzięła udział z mężem w 45-minutowym, transmitowanym przez telewizję, nabożeństwie w kaplicy św. Jerzego zamku w Windsorze, prowadzonym przez arcybiskupa Canterbury Rowana Williamsa. Podczas błogosławieństwa uklękli i odczytali z Modlitewnika Powszechnego 1662 słowa zawierające wyznanie „rozmaitych grzechów i niegodziwości”. W nabożeństwie uczestniczyło ok. 800 gości, w tym rodzina (m.in. królowa Elżbieta II i książę Filip) i przyjaciele pary oraz liczne osobistości, m.in. premier Wielkiej Brytanii Tony Blair i celebryci: Rowan Atkinson, Phil Collins, Kenneth Branagh, Joanna Lumley, Richard E. Grant, Jools Holland i Stephen Fry, a także pierwszy mąż Kamili, Andrew Parker Bowles.
Ostatnim punktem dnia ślubu było popołudniowe przyjęcie na zamku w Windsorze. Później, po godz. 18.00 Karol i Kamila pojechali na miesiąc miodowy do szkockiej rezydencji królewskiej Birkhall, stanowiącej część posiadłości Balmoral. Podczas miesiąca miodowego, 14 kwietnia, Kamila odbyła swoją pierwszą publiczną służbę jako członkini rodziny królewskiej, dokonując oficjalnego otwarcia placu zabaw w parku Monaltrie Park w Ballater.
Po zawarciu małżeństwa używała tytułu „księżnej Kornwalii” (w Szkocji – „księżnej Rothesay”). Chociaż jako małżonka księcia Walii miała prawo do tytułu „księżnej Walii”, zdecydowała się przyjąć kolejny z tytułów swojego męża, gdyż opinia publiczna kojarzyła tytuł księżnej Walii z Dianą Spencer. Kamila, według zapowiedzi po objęciu przez Karola tronu Zjednoczonego Królestwa Wielkiej Brytanii i Irlandii Północnej, miała nie zostać królową, a otrzymać tylko tytuł księżnej-małżonki.

## Małżonka księcia Walii

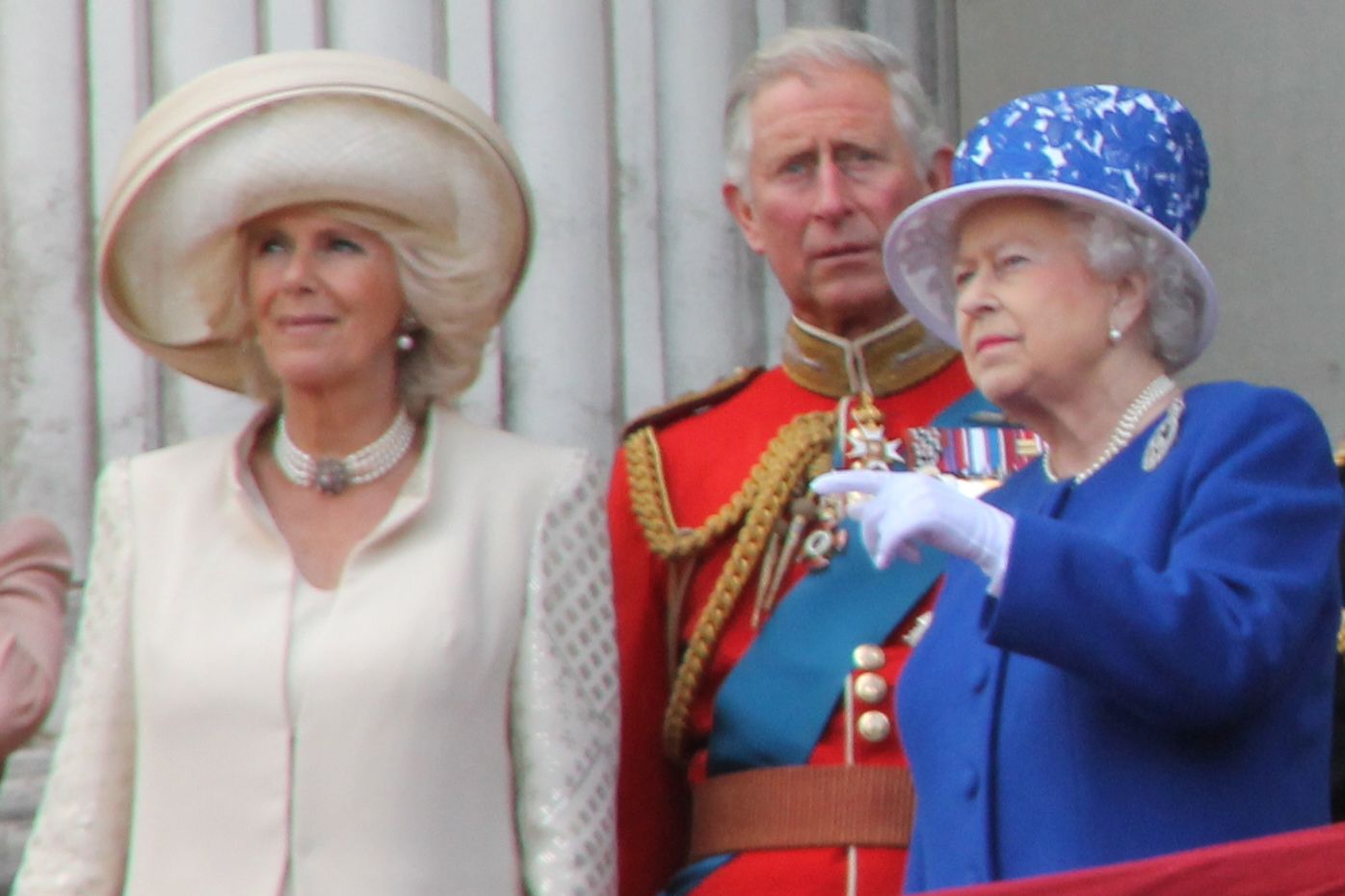
Kamila z mężem i teściową (2013)

Wraz z wejściem do brytyjskiej rodziny królewskiej otrzymała wiele obowiązków wynikających z jej pozycji żony następcy tronu. Początkowo ograniczało się to do towarzyszenia księciu Walii w wypełnianiu jego obowiązków (wizyta w szpitalu w Southampton, uczestniczenie w londyńskiej ceremonii Trooping the Colour w czerwcu 2005, po którym Kamila po raz pierwszy pojawiła się na balkonie Pałacu Buckingham). 8 lipca 2005 towarzyszyła mężowi podczas wizyty u rannych w zamachach terrorystycznych w Londynie w szpitalu St Mary’s Hospital w Paddington. W listopadzie 2005 towarzyszyła Karolowi podczas oficjalnej podróży do Stanów Zjednoczonych – była to jej pierwsza zagraniczna podróż w roli członka rodziny królewskiej. W marcu 2006 udała się z mężem w dwutygodniową podróż do Egiptu, Arabii Saudyjskiej i Indii.
Rok po ślubie wciąż nie udawało jej się przełamać niechęci do swojej osoby większej części brytyjskiego społeczeństwa – w ówczesnych sondażach tylko 38% Brytyjczyków chciało Kamilę jako swoją królową. Wraz z biegiem lat zyskała uznanie i przychylność opinii publicznej.
W 2007 została honorowym dowódcą 4. Batalionu Strzeleckiego (4th Battalion Rifles), jest także honorowym dowódcą Służb Medycznych Marynarki (Naval Medical Services). W 2020 została honorowym zwierzchnikiem brytyjskiego Pułku Strzelców (The Rifles). Została także przewodniczącą Royal Voluntary Service.
Królowa Elżbieta II przyznała Kamili czwarte miejsce w kolejności precedencji w Zjednoczonym Królestwie wśród kobiet (po niej samej, księżniczce królewskiej Annie i lady Aleksandrze Ogilvy), jednak oficjalnie, jako żona następcy tronu, zajmowała w precedencji drugie miejsce po swojej teściowej, aż do momentu jej śmierci.
9 kwietnia 2012, przy okazji siódmej rocznicy ślubu z Karolem, została uhonorowana przez królową krzyżem wielkim Królewskiego Orderu Wiktoriańskiego – najwyższą żeńską klasą tego odznaczenia. W listopadzie tego roku, podczas odbywanej z mężem oficjalnej wizyty w Papui-Nowej Gwinei, otrzymała insygnia Towarzysza Orderu Gwiazdy Melanezji, a ponadto, wspólnie z Karolem, dostała Medal Diamentowego Jubileuszu Królowej Elżbiety II. Na początku 2022 została odznaczona Orderem Podwiązki. Zgodnie z panującą tradycją – kobiety otrzymują to odznaczenie dopiero w momencie, kiedy ich mąż obejmuje brytyjski tron. Królowa, wręczając order swojej synowej, uczyniła wyjątek, podkreślając przy tym działalność Kamili na rzecz monarchii. Podłożyło to podwaliny pod późniejsze oświadczenie Elżbiety II, które wydała z okazji 70. rocznicy swojego wstąpienia na tron, w którym oznajmiła, że chciałaby – gdy nadejdzie czas – aby Kamila otrzymała tytuł „królowej małżonki” (ang. Queen Consort), a nie – jak było to zapowiedziane wcześniej – „księżnej małżonki” (ang. Princess Consort).
W 2010 została patronką organizacji National Literacy Trust na rzecz rozwijania umiejętności czytania i pisania Brytyjczyków, a w następnym roku – instytucji Book Trust zajmującej się propagowaniem czytelnictwa wśród brytyjskich dzieci. W 2011 przemówiła na uroczystości przyznania nagród London Press Club. Zebranym na gali dziennikarzom powiedziała: „Wierzę, że wolność słowa, póki nie oznacza to łamania prawa ani obrażania ludzi, leży u podstaw naszego demokratycznego systemu. Ale tu pewna przestroga: korzystając ze swojego prawa do swobodnego wyrażania się, nie stańmy się zbyt poprawni politycznie, ponieważ poprawność polityczna to oczywiście równie
surowa forma cenzury jak każda inna”. W 2014 została patronką nagrody za szkolne wypracowanie w konkursie literackim dla dzieci w wieku szkolnym. W 2018 objęła patronat nad Królewskim Towarzystwem Literackim. W 2021 utworzyła internetowy klub czytelniczy Czytelnia Księżnej
Kornwalii (Duchess of Cornwall Reading Room), który w 2023 przemianowała na The Queen’s Reading Room i przekształciła w organizację charytatywną, pod której szyldem organizuje festiwale literackie. W 2021 została patronką literackiej organizacji dobroczynnej Book Aid International specjalizującdj się w dystrybucji książek w uboższych częściach świata.
W 2011 została przewodniczącą brytyjskiego Stowarzyszenia Winiarzy. W 2016 objęła patronat nad organizacją SafeLives pomagającą ofiarom przemocy domowej.
Została sportretowana w serialu komediowym The Windsors, w którym zagrała ją Haydn Gwynne, a także w serialu The Crown, gdzie w jej rolę wcieliły się Emerald Fennell i Olivia Williams.

## Królowa Zjednoczonego Królestwa
Jako żona nowego monarchy, króla Karola III, po śmierci królowej Elżbiety II otrzymała tytuł „królowej małżonki Zjednoczonego Królestwa”. Jej dotychczasowe tytuły – księżnej Walii, księżnej Kornwalii i księżnej Rothesay – przypadły żonie pierworodnego syna Karola, Katarzynie.
W marcu 2023 towarzyszyła Karolowi III w rozpoczętej 29 marca trzydniowej wizycie państwowej w Niemczech, będącej jego pierwszą zagraniczną wizytą jako brytyjskiego monarchy.
6 maja 2023 w Opactwie Westminsterskim odbyła się koronacja Kamili i jej małżonka Karola III. W następstwie koronacji jej tytuł uległ zmianie na „królowa Zjednoczonego Królestwa”.
W 2023 została zwierzchniczką pułku Ułanów Królewskich (Royal Lancers).

## Genealogia

### Potomkowie
| Dzieci                                                             | Wnuki                           |
| Tom Parker Bowles (1974–) oo Sara Buys (ślub 2005, separacja 2018) | Lola Parker Bowles (2007–)      |
| Tom Parker Bowles (1974–) oo Sara Buys (ślub 2005, separacja 2018) | Frederick Parker Bowles (2010–) |
| Laura Parker Bowles (1978–) oo Harry Lopes (ślub 2006)             | Eliza Lopes (2008–)             |
| Laura Parker Bowles (1978–) oo Harry Lopes (ślub 2006)             | Gus Lopes (2009–)               |
| Laura Parker Bowles (1978–) oo Harry Lopes (ślub 2006)             | Louis Lopes (2009–)             |

## Odznaczenia
- Order Podwiązki – 2022[48]
- Order Ostu – 2023[61]
- Wielki Mistrz i Pierwsza Dama Krzyża Wielkiego Orderu Imperium Brytyjskiego – 2024[62]
- Royal Family Order królowej Elżbiety II – 2007[63]
- Royal Family Order króla Karola III – 2024[64]
- Dama Krzyża Wielkiego Królewskiego Orderu Wiktoriańskiego – 2012
- Medal Diamentowego Jubileuszu Królowej Elżbiety II – 2012
- Medal Pamiątkowy 100-lecia Saskatchewanu – Kanada; 2005
- Order Gwiazdy Melanezji – Papua-Nowa Gwinea; 2012
- Krzyż Wielki Klasy Specjalnej Orderu Zasługi RFN – Niemcy; 2023[65][66]
- Krzyż Wielki Orderu Legii Honorowej – Francja; 2023[67]
- Order Zasługi Republiki Włoskiej I Klasy – Włochy; 2025[68]

## Tytuły
- 2005–2022: Jej Królewska Wysokość Księżna Kornwalii (ang. Her Royal Highness The Duchess of Cornwall)
- 2005–2022 w Szkocji: Jej Królewska Wysokość Księżna Rothesay (ang. Her Royal Highness The Duchess of Rothesay)
- 2022–2023: Jej Królewska Mość Królowa Małżonka (ang. Her Majesty The Queen Consort)[1]
- od 2023: Jej Królewska Mość Królowa (ang. Her Majesty The Queen)[69]